# Philip Stanhope, 5. Earl Stanhope
Philip Henry Stanhope, 5. Earl Stanhope (* 30. Januar 1805; † 24. Dezember 1875 in London) war ein britischer Historiker. Zwischen 1816 und 1855 führte er den Höflichkeitstitel Viscount Mahon.

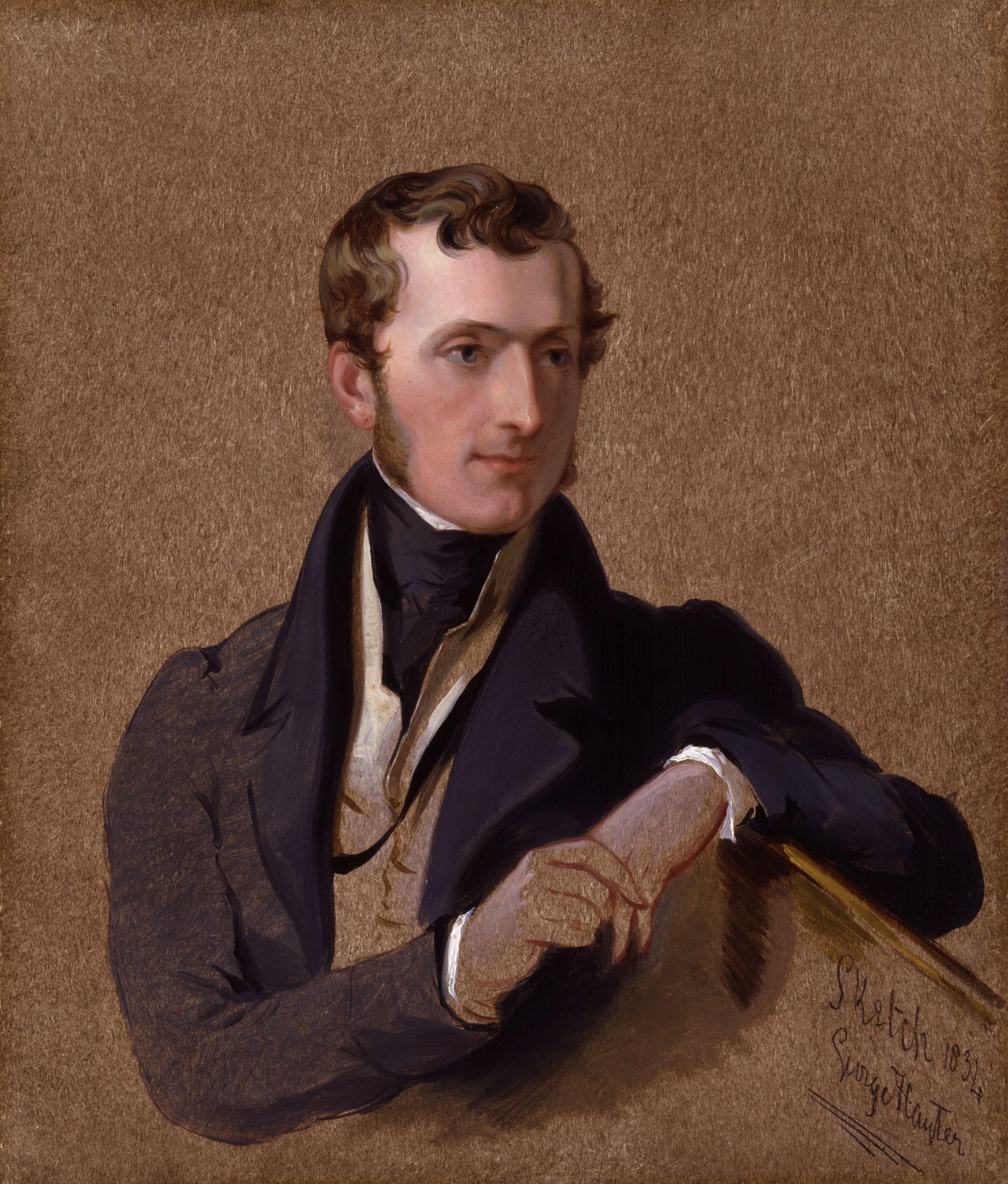
Philip Henry Stanhope, 5. Earl Stanhope, gemalt von George Hayter

## Leben
Er war der Sohn von Philip Henry Stanhope, 4. Earl Stanhope, und von Catherine Stanhope, der Tochter des Politikers Robert Smith, 1. Baron Carrington. Stanhope studierte am Christ Church College der University of Oxford, wo er 1827 seinen Abschluss machte. Ab 1830 war er Abgeordneter des House of Commons, in dem er bis 1852 blieb. Anfang 1835 wurde er Under-Secretary of State im Außenministerium und 1845 Sekretär des Board of Control (India Board). 1842 spielte er eine bedeutende Rolle in der Schaffung des britischen Urheberrechts-Gesetzes (siehe britisches Copyright Law) und war einer der Hauptverantwortlichen im House of Lords für die Schaffung der National Portrait Gallery 1856 (dafür prangt seine Büste dort zusammen mit denen der Historiker Thomas Carlyle und Lord Macaulay, die ihn dabei unterstützten, über dem Eingang). Er war auch Trustee des British Museum und 1869 einer der Gründer der Historical Manuscripts Commission von Großbritannien. Ab 1846 war er Präsident der Society of Antiquaries, in dieser Funktion regte er auch britische Ausgrabungen in Troja an. 1863 bis zu seinem Tod war er Präsident des Royal Literary Fund.
1855 erbte er den Titel eines Earl Stanhope, den er wiederum seinem Sohn Arthur Philip Stanhope (1838–1905) hinterließ. Sein zweitältester Sohn Edward Stanhope (1840–1893) war ein bekannter konservativer Politiker, von 1886 bis 1892 Secretary of the State for War, und sein Sohn Philip Stanhope, 1. Baron Weardale (1847–1923), war ein bekannter liberaler Politiker.
Als Historiker schrieb Stanhope eine englische Geschichte, vornehmlich im 18. Jahrhundert, die wegen ihrer Detailliertheit und, weil sie auf intensivem Quellenstudium beruht, noch heute benutzt wird. Er veröffentlichte seine Unterredungen mit dem Duke of Wellington, schrieb eine Geschichte des Spanischen Erbfolgekrieges (die auch auf Papieren seines Vorfahren James Stanhope, 1. Earl Stanhope, beruhte) und schrieb eine Biographie von William Pitt, die heute noch als Standardwerk gilt. Stanhope gab auch die Briefe seines Vorfahren Philip Stanhope, 4. Earl of Chesterfield, an seinen Sohn 1845 bis 1853 heraus.
Nach ihm ist der Stanhope Essay Prize der University of Oxford benannt (von ihm 1855 begründet). 1872 wurde er Ehrenmitglied des Institute de France.

## Schriften
- Life of Belisarius, 1829
- Life of William Pitt, 4 Bände, 1861–1862
- History of the War of Succession in Spain, 1832 (mit zwei Dokumentenbänden 1836)
- History of England from the Peace of Utrecht to the Peace of Versailles 1713-1783, 1836–1853, auch Leipzig 1853/4 in 7 Bänden
- History of England, from the reign of Queen Anne until the Peace of Utrecht, 2 Bände, 1870, 1908
- Notes of Conversation with the Duke of Wellington, 1831-1851, 1886, 1998.
- Life of Louis, Prince of Condé, 1852